# Tumeochrysa nyingchiana
Tumeochrysa nyingchiana är en insektsart som beskrevs av C.-k. Yang 1987. Tumeochrysa nyingchiana ingår i släktet Tumeochrysa och familjen guldögonsländor. Inga underarter finns listade i Catalogue of Life.